# 冊封使
冊封使（さくほうし、さっぽうし）とは、中国王朝の皇帝が付庸国の国王に爵号を授けるために派遣する使節をいう。

## 概要
冊封体制の詳しい内容については冊封を参照。
朝鮮、越南、琉球等の付庸国の国王が新たに即位する際、それを認める勅書等たずさえ、冊封使が派遣され、その国の国王に中国王朝の皇帝から授けられるという形で詔勅、祭文が冊封使から与えられる又は朝貢する際にその勅書を付庸国の使者が受け取ることで中国王朝の皇帝とその国王の君臣関係が成立する。
清国から冊封使の品位は、朝鮮に対しては正三品以上。越南や琉球に対しては正五品以下従七品以上であった。